# Japanischer Fußball-Supercup 2022
Der japanische Fußball-Supercup 2022, aus Sponsorengründen auch  Fujifilm Super Cup 2022 genannt, wurde am 12. Februar 2022 zwischen dem Japanischen Meister 2021 Kawasaki Frontale und dem Kaiserpokal-Sieger 2021 Urawa Red Diamonds ausgetragen. Das Spiel fand im Nissan-Stadion in Yokohama statt. Die Urawa Red Diamonds gewannen das Spiel durch zwei Tore von Ataru Esaka mit 2:0.

## Spielstatistik
| Paarung            | Kawasaki Frontale – Urawa Red Diamonds |
| Ergebnis           | 0:2 (0:1) |
| Datum              | 12. Februar 2022 um 13:35 Uhr |
| Stadion            | Nissan-Stadion, Yokohama |
| Zuschauer          | 18.558 |
| Schiedsrichter     | Hiroki Kasahara |
| Tore               | 0:1 Ataru Esaka (7.) 0:2 Ataru Esaka (81.) |
| Kawasaki Frontale  | Jung Sung-ryong – Miki Yamane, Shōgo Taniguchi , Shintarō Kurumaya, Kyōhei Noborizato – João Schmidt (46. Marcinho), Yasuto Wakizaka (71. Tatsuki Seko), Ryōta Ōshima (82. Kōki Tsukagawa) – Akihiro Ienaga, Chanathip Songkrasin (77. Yū Kobayashi), Leandro Damião (71. Kei Chinen) Cheftrainer: Tōru Oniki |
| Urawa Red Diamonds | Shūsaku Nishikawa – Hiroki Sakai, Takuya Iwanami, Alexander Scholz, Kazuaki Mawatari – Ken Iwao, Takahiro Sekine (86. Yūta Miyamoto), Kai Shibato, Atsuki Itō (86. Tomoya Inukai), Takahiro Akimoto (82. Kai Matsuzaki) – Ataru Esaka (86. Yūichi Hirano) Cheftrainer: Ricardo Rodríguez ( Spanien)           |

### Auswechselspieler
| Auswechselspieler | Auswechselspieler |
| --- | --- |
| Kawasaki Frontale | Urawa Red Diamonds |
| - Kenta Tanno - Marcinho (46.) ▲ - Tatsuki Seko (71.) ▲ - Kōki Tsukagawa (82.) ▲ - Yū Kobayashi (77.) ▲ - Kei Chinen (71.) ▲ - Kazuya Yamamura | - Zion Suzuki - Yūta Miyamoto (86.) ▲ - Tomoya Inukai (82.) ▲ - Kai Matsuzaki (82.) ▲ - Yūichi Hirano (86.) ▲ - Tetsuya Chinen - Kaito Yasui |

## Supercup-Sieger
| Urawa Red Diamonds |
| Shūsaku Nishikawa Hiroki Sakai, Takuya Iwanami, Alexander Scholz, Kazuaki Mawatari Ken Iwao, Takahiro Sekine, Kai Shibato, Atsuki Itō, Takahiro Akimoto Ataru Esaka |
| Trainer: Ricardo Rodríguez |
| außerdem: Zion Suzuki (Tor), Yūta Miyamoto, Tomoya Inukai, Kai Matsuzaki Yūichi Hirano, Tetsuya Chinen, Kaito Yasui                                                 |